# Philip Bourke Marston
Philip Bourke Marston, född den 13 augusti 1850 i London, död den 13 februari 1887, var en engelsk lyrisk diktare, son till John Westland Marston.
Marston blev blind som helt ung, men fick dock flera diktsamlingar utgivna, som: Song Tide and other Poems (1871), All in All (1875) och Wind Voices (1883). Hans poesi utmärker sig genom fin känsla och stort välljud; särskilt behandlar han sonetten med stor finess. En samlad utgåva av hans dikter utkom 1892 med en biografi av Louise Chandler Moulton. 